# Oregon Legislative Assembly

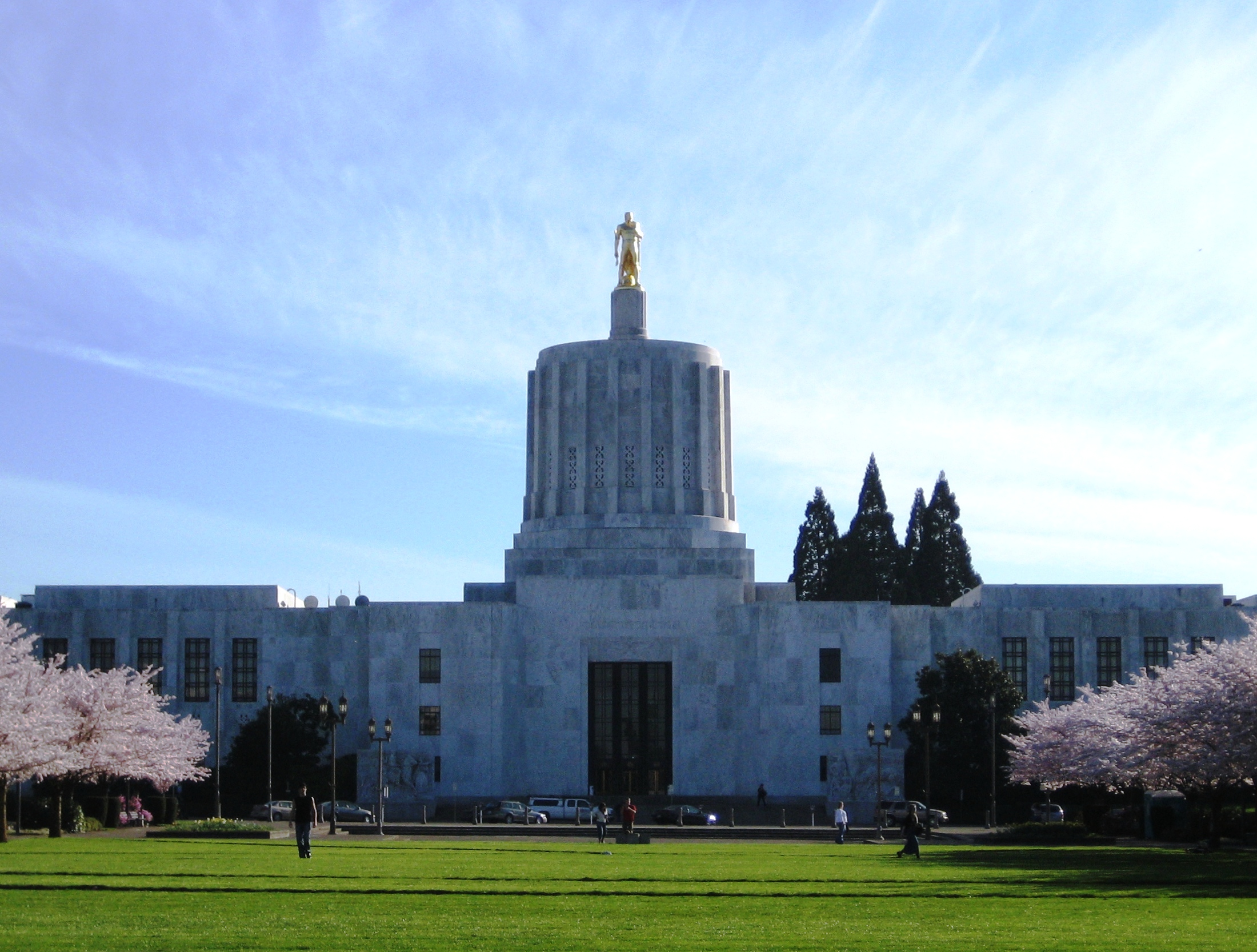
Die Legislative Assembly tagt im Oregon State Capitol

Die Oregon Legislative Assembly ist die State Legislature und damit die Legislative des US-Bundesstaats Oregon. Sie wurde durch die staatliche Verfassung 1857 geschaffen und besteht aus dem Repräsentantenhaus von Oregon, das als Unterhaus fungiert, sowie dem Senat von Oregon als Oberhaus. Die State Legislature tagt im Oregon State Capitol in Salem, das auch Sitz des Gouverneurs und seines Stellvertreters ist.
Das Repräsentantenhaus besteht aus 60 Mitgliedern, der Senat aus 30. Das Repräsentantenhaus wird für zwei Jahre gewählt. Die Amtszeit der Senatoren beträgt vier Jahre, jeweils die Hälfte des Senats wird gleichzeitig mit dem Repräsentantenhaus gewählt. Der Wahltag fällt mit dem des Bundeskongresses zusammen.
Wählbar sind US-Bürger, die seit mindestens einem Jahr im entsprechenden Wahlbezirk leben. Das Mindestalter beträgt für beide Häuser 21 Jahre.
Die National Conference of State Legislatures (NCSL) ordnet die Legislative Assembly von Oregon als „hybrid“ zwischen einem Vollzeit- und einem Teilzeitparlament ein. Mit einer Vergütung von 31.200 USD pro Jahr und 151 USD pro Sitzungstag (2020) liegen die Abgeordneten im Mittelfeld der Staatsparlamentarier.